# Trigonobalanus doichangensis
Trigonobalanus doichangensis är en bokväxtart som först beskrevs av Aimée Antoinette Camus, och fick sitt nu gällande namn av Lewis Leonard Forman. Trigonobalanus doichangensis ingår i släktet Trigonobalanus och familjen bokväxter. IUCN kategoriserar arten globalt som otillräckligt studerad. Inga underarter finns listade i Catalogue of Life.

## Bildgalleri

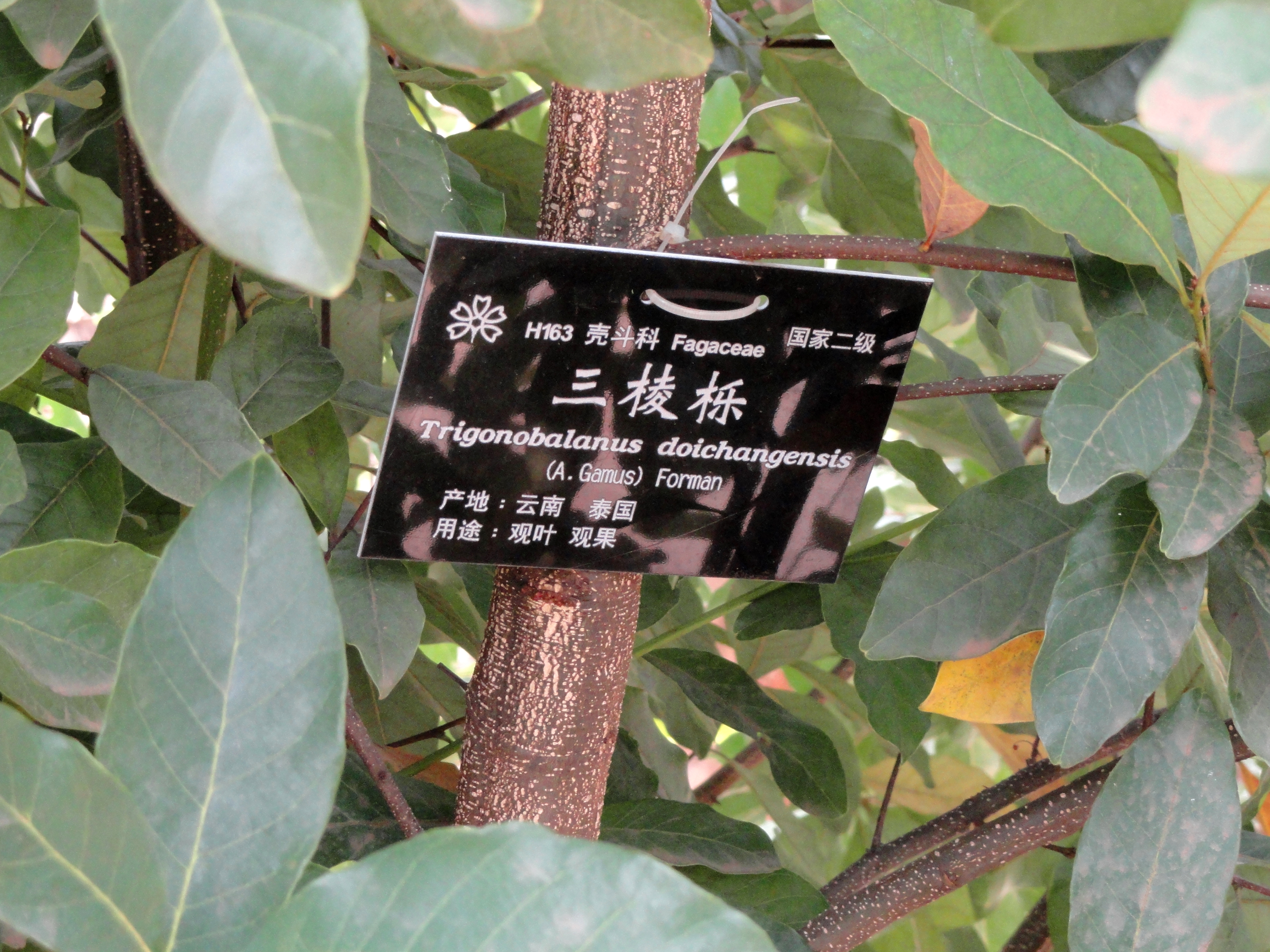